# Alice de Janzé

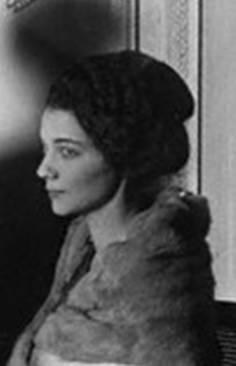
Alice Silverthorne in Chicago (1919)

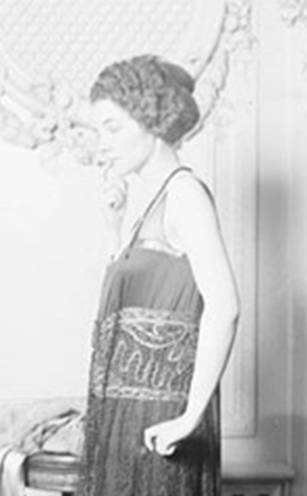
Alice Silverthorne in Chicago (1919)

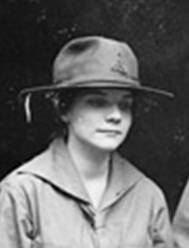
Alice Silverthorne (1916)

Alice de Janzé (* 28. September 1899 als Alice Silverthorne in Buffalo, New York; † 30. September 1941 in Gilgil, Kenia), auch bekannt als Comtesse de Janzé während ihrer ersten Ehe und als Alice de Trafford während ihrer zweiten Ehe, war eine US-amerikanische Millionenerbin, die mit europäischen Aristokraten verheiratet war und zum Kern des Happy Valley Set in Kenia zählte. Sie war in mehrere Skandale verwickelt, etwa die versuchte Ermordung ihres Liebhabers in Paris 1927 oder den Mord an Josslyn Hay, 22. Earl of Erroll, in Kenia 1941. Ihr Leben war gekennzeichnet von sexueller Freizügigkeit, Drogenmissbrauch und mehreren Selbstmordversuchen.

## Biografie
Alice Silverthorne, geboren 1899 in Buffalo im US-Bundesstaat New York, war das einzige Kind des Textilunternehmers William Edward Silverthorne und seiner Ehefrau Julia Belle Chapin aus der Armour-Familie, die seinerzeit eine der weltweit größten Fleischfabriken in Chicago betrieb. Alice wuchs in Chicago und New York auf. Ihre Mutter starb 1907, als Alice acht Jahre alt war, an Tuberkulose. Ihr Vater heiratete noch mehrmals, und Alice bekam einige jüngere Halbgeschwister.
Auf Betreiben ihres Vaters, den sie auch auf Reisen nach Europa begleitete, wurde Alice bereits früh in die Gesellschaft eingeführt, wozu auch Besuche der angesagten Nachtclubs in Chicago zählten. Nach einem alkoholbedingten Unfall wurde dem Vater das Sorgerecht entzogen, und Alice kam in ein Internat in Washington, D. C. Trotzdem reisten Vater und Tochter zusammen an die französische Rivièra, wo ihr Vater die 14-jährige Alice als seine Geliebte ausgab und ihr erlaubte, einen schwarzen Panther zu halten, mit dem sie auf der Straße spazieren ging.

### Erste Ehe und Happy Valley Set
1919 zog Alice zurück nach Chicago, wo sie bei Tanten lebte. Zwei Jahre später ging sie nach Paris und arbeitete im Atelier des Modeschöpfers Jean Patou. Sie lernte Frédéric de Janzé kennen, einen jungen Adligen, der Autorennen fuhr und mit Schriftstellern wie Marcel Proust befreundet war. Sehr bald heirateten die beiden in Chicago, zogen dann aber nach Paris. Das Paar hatte zwei Töchter, die weitgehend ohne ihre Eltern in einem Familienschloss in der Normandie aufwuchsen.
1925 lernten Alice und Frédéric Josslyn Hay, 22. Earl of Erroll, und dessen Frau Idina kennen, die in Kenia wohnten und dort den Kern des Happy Valley Sets bildeten. Alice und Frédéric reisten zu Besuch nach Kenia, wo Alice ein Dreiecksverhältnis mit Lord Erroll und Idina hatte. Bald bekam sie den Spitznamen „the wicked Madonna“ (die böse Madonna). Bei einem zweiten Besuch 1926 begann Alice eine Affäre mit dem britischen Adligen Raymond de Trafford. Zurück in Paris verlangte sie die Scheidung von Frédéric.

### Schießerei am Gare du Nord
Am 25. März 1927 begleitete Alice de Janzé Raymond de Trafford zum Gare du Nord, von wo aus er nach London aufbrechen wollte; seine Familie war strikt gegen das Verhältnis mit Alice. Im Abteil schoss Alice mit einer Pistole zuerst auf de Trafford und dann auf sich selbst. Beide überlebten schwer verletzt. Das Ereignis erschien weltweit in den Schlagzeilen. Alice weigerte sich, den Grund für ihre Tat zu erklären. De Trafford gab an, er habe sie am Selbstmord hindern wollen.
Alice de Janzé wurde des versuchten Mordes angeklagt. Sie gab zu Protokoll, dass sie sich selbst umbringen wollte, aber aus Angst, verlassen zu werden, letztendlich auch auf de Trafford geschossen habe. Sie kam gegen Kaution aus der Haft frei und wurde in einem Sanatorium untergebracht. Der Prozess begann am 23. Dezember 1927. De Trafford wollte keine Aussage gegen Alice machen. Ihre Anwälte plädierten auf Unzurechnungsfähigkeit infolge Schwermut und Tuberkulose; frühere Selbstmordversuche wurden angeführt. Schließlich erhielt Alice eine sechsmonatige Bewährungsstrafe und eine Geldstrafe von 100 Francs (etwa 4 US-Dollar). Im April 1929 wurde sie vom Präsidenten Frankreichs begnadigt, und die Geldstrafe wurde ihr zurückerstattet.
Nach der Schießerei am Gare du Nord wurde die Ehe von Alice und Frédéric gerichtlich geschieden. Alice erhielt keinerlei Unterhalt, das Sorgerecht für die Kinder wurde Frédéric zugesprochen. Der Vatikan annullierte die Ehe. Im Dezember 1927 kündigte Alice an, dass sie Frédéric zum Wohl der Kinder erneut heiraten wolle, zog diese Aussage jedoch wieder zurück. Frédéric starb am 24. Dezember 1933 an einer Blutvergiftung.
1928 reiste Alice erneut nach Kenia. Sie wurde jedoch als „unerwünschte Ausländerin“ des Landes verwiesen. Bis zu ihrer Abreise wohnte sie bei der Schriftstellerin Karen Blixen (Jenseits von Afrika) und bändelte wieder mit Lord Erroll an. Erst Jahre später, nach Intervention von Frédéric de Janzé und Raymond de Trafford, wurde Alice der Aufenthalt in Kenia wieder erlaubt.

### Zweite Ehe und zurück in Kenia
Nach dem Prozess gab es immer wieder Gerüchte um eine anstehende Heirat von Alice und Raymond de Trafford. Dazu kam es schließlich am 22. Mai 1932 in Neuilly-sur-Seine. Die Ehe hielt jedoch nur drei Monate; de Trafford ergriff die Flucht, als Alice im Zug in ihre Handtasche griff, um sich, wie sie später sagte, die Nase zu pudern. Im November 1932 reichte Alice die Scheidung ein; nach einigem Hin und Her wurde die Scheidung 1937 wirksam.
Alice hatte vor, nach Chicago zurückzukehren. Freunde überzeugten sie jedoch, dass dies nach den Ereignissen von 1927 keine gute Idee sei. Stattdessen ging sie wieder nach Kenia. Allerdings wurde sie vom überwiegenden Teil des Happy Valley Set gemieden, da alle Angst vor ihr hatten. Sie kümmerte sich um ihre Tiere, darunter Löwen, Panther und Antilopen, und wurde drogenabhängig. Ihre Kinder in Frankreich besuchte sie selten.

### Der Mordfall Lord Erroll
Am 24. Januar 1941 wurde Lord Erroll außerhalb von Nairobi in seinem Wagen erschossen aufgefunden. Alice de Janzé zählte aufgrund ihrer Drogensucht, ihrer Beziehung zu Lord Erroll und ihres früheren Versuchs, einen Liebhaber zu töten, zu den Hauptverdächtigen, obwohl sie ein Alibi vorweisen konnte. Im März 1941 wurde jedoch Sir Henry John „Jock“ Delves Broughton, dessen Frau Diana ein Verhältnis mit dem Lord hatte, als Lord Errolls Mörder angeklagt. Delves Broughton wurde aus Mangel an Beweisen freigesprochen und brachte sich wenig später selbst um.

### Tod
Nachdem bei Alice de Janzé ein Uteruskarzinom diagnostiziert worden war, wurde ihre Gebärmutter im August 1941 entfernt. Am 23. September unternahm sie einen Selbstmordversuch, wurde aber rechtzeitig von einer Freundin aufgefunden.
Eine Woche später, am 30. September 1941, setzte sie dann ihrem Leben endgültig ein Ende. Sie erschoss sich mit derselben Pistole, mit der sie 1927 Raymond de Trafford und sich selbst angeschossen hatte. Sie wurde in Kenia bestattet.
Sie hinterließ drei Abschiedsbriefe: je einen für die Polizei, ihre Kinder und Dickie Pembroke, ihren letzten Liebhaber. Der Inhalt der Briefe wurde nie veröffentlicht, wodurch Gerüchte genährt wurden, es könnte etwas zum Mord an Lord Erroll darin gestanden haben. Bekannt wurde lediglich, dass sie ihre Freunde gebeten hatte, auf ihrem Grab eine Cocktailparty zu veranstalten. Am 21. Januar 1942 wurde die Untersuchung ihres Todes abgeschlossen. Der Befund lautete auf Selbstmord.

## Literarische und filmische Bearbeitung
1928 veröffentlichte Frédéric de Janzé das Buch Vertical Land, in dem er seine Erfahrungen mit dem Happy Valley Set verarbeitete.
Es wurde vermutet, dass Alice de Janzé und die Schießerei von 1927 F. Scott Fitzgerald als Inspiration für seinen Roman Zärtlich ist die Nacht (Tender Is the Night, 1934) dienten.
1982 erschien das Buch White Mischief des britischen Journalisten James Fox. In dem Buch geht Fox den Ereignissen um die Ermordung Josslyn Hays nach. 1987 wurde das Buch unter dem Titel White Mischief (Die letzten Tage in Kenya) von Michael Radford verfilmt, in dem Alice von Sarah Miles verkörpert wurde.
Der US-amerikanische Journalist und Autor Michael Kilian verarbeitete die Figur der Alice de Janzé in seinen Romanen Dance on a Sinking Ship (1988) und Sinful Safari (2003). Der US-amerikanische Science-Fiction-Autor Paul Di Filippo ließ Alice de Janzé zusammen mit anderen Mitgliedern der Happy-Valley-Gruppe in seiner Kurzgeschichte A Happy Valley at the End of the World (1997) auftreten.
Lucinda Riley verwendete Mitglieder des Happy Valley Sets, darunter auch Alice de Janzé, als Vorbilder für ihre Figuren in Die Sonnenschwester (2019).
2010 veröffentlichte Paul Spicer The Temptress: The Scandalous Life of Alice de Janze and the Mysterious Death of Lord Erroll. In dem Buch führt er Indizien an, die auf Alice de Janzé als Mörderin von Lord Erroll hinweisen.

## Nachkommen
- Nolwén Louise Alice de Janzé (20. Juni 1922 – 7. März 1989), die ältere Tochter von Alice de Janzé, war Modedesignerin. Sie war dreimal verheiratet und hatte zwei Kinder aus der ersten Ehe.
- Paola Marie Jeanne de Janzé (24. Dezember 1924 – 24. Dezember 2006), die zweite Tochter von Alice de Janzé, war mehrfach verheiratet. Einer ihrer Ehemänner war der frühere polnische Kavallerieoffizier John Ciechanowski (1921–2008), der an der Landung in der Normandie teilgenommen hatte, ein bekannter Jockey und später Trainer auf dem Gestüt in Lambourn.